# Fjällräven Center
Fjällräven Center – obecnie Swedbank Arena. Kryte lodowisko położone w Örnsköldsvik, na którym swoje mecze rozgrywa drużyna hokejowa SHL – Modo Hockey. Obiekt powstał w 2006 roku i może pomieścić 7 600 widzów.